# Амалин, Михаил Ефимович
Михаил Ефимович Амалин (латыш. Mihails Amaļins; 18 апреля 1920 — 18 ноября 2007, Рига) — советский футболист, полузащитник -  Чемпион Москвы и игрок юношеской сборной СССР . Мастер спорта СССР по футболу ,фехтованию и волейболу.(1946).Фехтование -чемпион Латвии.  Заслуженный тренер СССР (1961), заслуженный тренер Латвийской ССР по волейболу, заслуженный деятель физической культуры и спорта Латвийской ССР (1980).Участник Великой Отечественной войны- истребительный батальон по борьбе с диверсантами.

## Биография
В чемпионате СССР по футболу провёл 100 матчей за команды «Локомотив» Москва (1945), «Крылья Советов» Москва (1946), «Даугава» Рига (1949—1951). В 1948 году играл во второй группе за «Динамо» Рига.
Окончил ГЦОЛИФК имени Сталина (1942). Главный тренер волейбольной команды «Даугава» / СКИФ / «Радиотехник» Рига (1954—1969) и команды Латвийского ГИФК, тренер сборной Латвийской ССР (1952—1967). Главный тренер молодёжной сборной СССР (1955—1957). Руководитель комплексно-научной группы мужской сборной СССР (1969—1983, 1988—1990). Руководитель КНГ женской сборной команды СССР (1983—1988).
Считается, что Амалин ввёл в волейболе традицию пожатия рук при замене игроков и пожатие руки судье после матча.
Автор книги «Тактика волейбола» (1962).
Кандидат педагогических наук (1973, тема: «Исследование вопроса тактической подготовки волейболистов-мастеров»). Доцент Латвийского ГИФК (1968), заведующий кафедрой. Награжден медалью «За трудовое отличие».
Дочь Ольга Амалина (род. 20 мая 1945) — актриса театра и кино.

## Достижения
- Серебряный призёр чемпионата СССР (4): 1960, 1961/62, 1965, 1966.
- Бронзовый призёр чемпионата СССР (2): 1968, 1968/69.
- Чемпион Латвийской ССР (2): 1959, 1960.